# Памятник Михаилу Вербицкому (Львов)
Памятник Михаилу Вербицкому — памятник композитору, автору музыки гимна Украины «Ще не вмерла України…» Михаилу Вербицкому расположен в городе Львов. Памятник установлен на перекрестке ул. Бандеры и Вербицкого. Это уже второй памятник Вербицкому, первый был возведён в городе Яворов (Львовской области Украины), около 50 км к западу от Львова. Стоимость установки памятника 0,78 млн гривен (по словам зама председателя облсовета В. Пятака органы местного самоуправления внесли уточнения в свои бюджеты, чтобы предусмотреть финансирование памятника). Памятник был открыт 27 декабря 2015 года. На открытие пришло около трёх сотен человек. Мероприятие закончилось возложением цветов и политическими выступлениями общественных деятелей города. После открытия прошел концерт.

## Описание памятника
Памятная композиция состоит из скульптуры фигуры Вербицкого сделанной из бронзы, а также гранитной стелы, на которой высечены ноты мелодии украинского гимна. На стеле также и карта Украины из белого мрамора. Изначальная высота был 3.5 м, но потом сократили до 2.9. Вокруг памятника планируется обустроить сквер.